# 행정

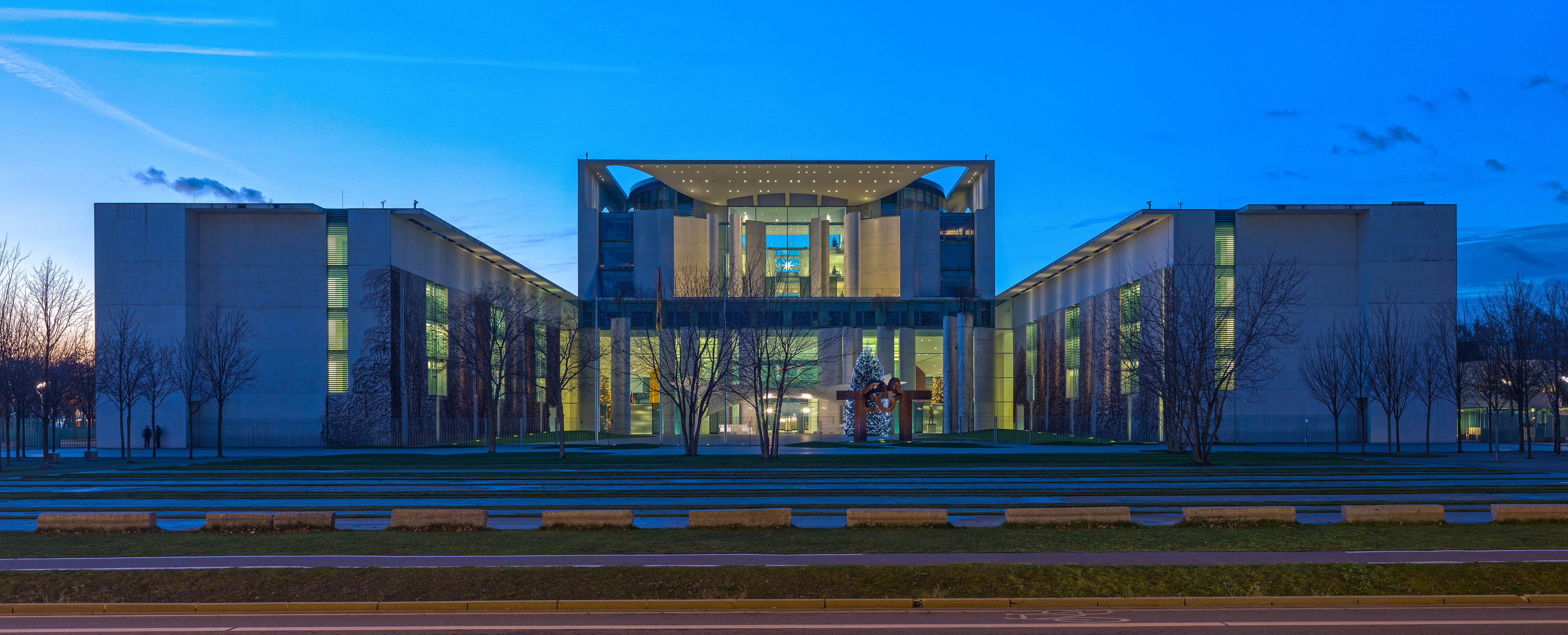

행정(行政, public administration)은 실질적인 의미에서 국가 작용 중에 입법 작용과 사법 작용을 제외한 것을 말하며, 형식적인 의미에서 행정부가 실시하는 작용의 전체를 말하며 입법권·사법권과 대등한 통치권의 분권력 중 하나로서 행정을 하는 권능은 행정권이라 한다.
공공 행정 또는 공공 정책 및 행정(학문 분야)은 공공정책의 실행, 정부 기관의 관리(거버넌스), 비영리단체의 관리(비영리 거버넌스)이며, 공공 정책 학교에서 가르치는 정치학의 하위 분야로 이러한 실행을 연구하고 공공 부문, 자원봉사부분, 정부 관계, 규제 문제, 입법 지원,기업의 사회적 책임(CSR), 환경,사회,거버넌스(ESG), 공공 구매(PP), 공공-민간 파트너십(P3) 및  기업 대 정부 마케팅/판매(B2G)와 관련된 일부 민간 부문 산업에서 일하는 사람들을 준비한다. 또한, 공공 행정에서 발견되는 유사한 기술을 사용하는 싱크탱크, 비영리 단체, 컨설팅 회사, 무역 협회 또는 다른 직책에서 일하는 사람들도 포함된다.
제시된 여러 정의 중 일부는 "공공 프로그램의 관리", "시민들이 매일 보는 현실로의 정치의 번역", 그리고 "정부의 의사 결정 연구, 정책 자체의 분석, 그것들을 생성한 다양한 입력, 그리고 대안 정책을 생성하기 위한 필요한 입력"이다. 공공 행정이라는 단어는 공공과 행정의 두 단어의 조합이다. 사회, 경제, 정치 생활의 모든 영역에서 행정이 있으므로 조직이나 기관이 제대로 관리되거나 관리되어야 한다는 개념에서 행정의 아이디어가 나온다.
1880년대 미국에서는  우드로 윌슨과 같은 공무원과 학자들이 공무원 제도를 개혁하고 공공 행정을 과학의 영역으로 가져오려고 노력했다. 그러나 그는 "독일 사회학자  막스 베버의 관료주의 이론이 우세할 때까지 20세기 중반까지 공공 행정 이론에 큰 관심이 없었다"고 말했다. 이 분야는 다학제적 성격을 가지고 있으며, 공공 행정의 하위 분야에 대한 여러 제안 중 하나는 인적 자원, 조직 이론, 정책 분석, 통계, 예산, 윤리를 포함한 여섯 개의 기둥을 제시한다.
공공 행정은 행정의 더 큰 분야의 일부이다. 그것은 단순히 관료주의로 간주되며, 관료주의라는 특정 조직 형태가 정부뿐만 아니라 민간 및 제삼 부문 조직에서도 발견된다는 사실을 무시한다. 공공 행정은 사람들의 복지를 위한 공공 정책의 조직 및 제정과 관련된 학문이다. 그것은 정치 결정자들이 제시한 목표와 목적을 달성하기 위해 정치 설정에서 기능한다. 따라서 공공 행정의 초점은 공공 관료주의에 있다. 이 주제는 1968년에 시라큐스 대학에서 열린 민노우브르크(Minnowbrook) 회의에서 큰 추진력을 얻었다. 이때 새로운 공공 행정의 개념이 나왔다.
따라서 공공 행정은 정부 행동의 과정으로서 우리 사회에서 중요한 역할을 한다. 그것은 특정 문제나 문제 집합과 관련하여 정부의 행동 또는 무행동의 과정으로 이해될 수 있다. 그것은 공식적으로 승인된 정책 목표와 수단, 그리고 프로그램을 실행하는 기관의 규정과 관행과 연관될 수 있다. 정부(공공 행정)가 달성하고자 하는 것과 실제로 발생하는 것 사이의 관계는 공공 정책에 의해 이루어진다. 따라서 모든 공공 정책의 궁극적인 목표는 정부가 염두에 두고 있는 특정 목표를 달성하는 것이다. 국민의 복지는 이러한 프로그램의 제정과 실행에서 주요 고려 사항이다. 따라서, 공공의 의견, 예를 들면, 정부(공공 행정) 정책의 과정에 상당한 압력을 가한다.

## 개념
행정에 대한 개념 정의는 견해가 다양하다. 소극설(공제설)은 국가 작용 가운데 상대적으로 개념 정의가 가능한 입법과 사법을 제외한 나머지를 행정으로 보며, 적극설 가운데 목적설은 일반적으로 행정과 사법의 차이를 구분하며 사법(司法)은 법의 실현을 목적으로 하여 법에 구속되는 작용이지만, 행정은 국가 목적 실현 또는 공익 실현을 목적으로 하는 사법 이외의 작용이라고 한다. 적극설 가운데 양태설은 현대 행정의 적극적·형성적 성격을 전제로 하여 행정을 정의하는 입장으로, 행정이란 공익상 필요한 결과를 실현할 목적으로 행하는 기술적·정신적·법률 사무의 전체라고 본다. 또한 행정이란 법 아래서 법의 규제를 받으면서 현실적·구체적으로 국가목적의 적극적 실현을 향하여 행하여지는 통일성을 가진 계속적·형성적 국가활동이라고 본다.
공공 행정은 공동의 선을 추구하기 위해 지역 사회에 봉사하는 지도자들이 있는 분야이다. 공공 행정 전문가들은 모든 정부 수준(지방, 주, 연방)뿐만 아니라 비영리 단체에서 관리하는 데 훈련을 받는다.
1947년, 폴 H. 애플비는 공공 행정을 "직접적인 행정 행동을 위한 공공 사안의 공공 리더십"으로 정의했다. 민주주의에서는 그것이 시민의 존엄, 가치, 잠재력에 기여하고 존중하는 용어로 그러한 리더십과 행정 행동과 관련이 있다. 일 년 후, 고든 클랩은 공공 행정을 "민주 사회가 더 완전하게 실현될 수 있는 공공 수단"으로 정의했다. 이것은 그것이 "정의, 자유, 인간의 더 큰 경제적 기회에 관련된 개념에 연결되어야 한다"는 것을 의미하며, 따라서 "사람들, 아이디어, 물건"과 관련이 있다. 우드로 윌슨의 논문 "행정의 연구"의 출판은 1887년에 공공 행정이 특정 학문 분야로서의 시작으로 일반적으로 간주된다.
민주주의를 기반으로 하고 행정 부서와의 연결을 버리면서, 패트리샤 M. 쉴즈는 공공 행정이 "살아있는 민주주의의 제품의 관리와 실행"과 관련이 있다고 주장한다. 핵심 용어인 "제품"은 감옥, 도로, 법, 학교, 보안과 같은 "구축 또는 생산된 항목"을 의미한다. "실행자로서, 공공 관리자들은 이러한 제품들을 참여시킨다." 그들은 "살아있는" 민주주의의 역할과 발전에 참여한다. 살아있는 민주주의는 "변화하고 유기적인", 불완전하고, 일관성이 없으며 가치로 가득 찬 환경이다. 왜냐하면 공공 행정은 "책임과 희소한 자원의 효과적인 사용과 결국 하는 것, 만드는 것과 민주주의적 가치 사이의 연결과 관련이 있기 때문에 관리는 중요한 사안이다.
최근 학자들은 "공공 행정에는 일반적으로 받아들여진 정의가 없다"고 주장한다. 왜냐하면 "주제의 범위가 너무 크고 논쟁의 여지가 있어 설명하는 것이 정의하는 것보다 쉽기 때문이다." 공공 행정은 학문 분야(즉, 학문)이자 직업이다. 공공 행정의 연구가 제대로 학문으로 불릴 수 있는지 여부에 대한 많은 논쟁이 있으며, 이는 공공 행정이 정치학의 하위 분야인지, 행정 과학의 하위 분야인지에 대한 논쟁 때문이다. 후자는 정책 분석과 평가 연구의 뿌리에서 성장했다. 도널드 F. 케틀은 공공 행정을 "정치학 내의 하위 분야"로 보는 사람들 중 한 명이다. 라로르(Lalor)에 따르면, 적어도 하나의 공공 재화를 제공하는 사회는 공공 행정이 있다고 할 수 있다. 공공 권한의 부재 또는 적어도 하나의 공공 재화의 제공의 부재(또는 둘 다)는 공공 행정의 부재를 의미한다. 그는 공공 행정이 공공 재화의 공공 제공이라고 주장한다. 수요 기능은 정치에 의해 더 많거나 덜 효과적으로 만족되며, 그 주요 도구는 수사법이며, 공공 재화를 제공하는 것이다. 공공 관리의 공급 기능은 더 많거나 덜 효율적으로 만족되며, 그 주요 도구는 발화 행위이며, 공공 재화를 생산하는 것이다. 공공 행정의 도덕적 목적은 그 역할의 수용에서 암시적으로, 공공이 원하는 기회의 극대화이다.
북미 산업 분류 체계는 공공 행정(NAICS 91) 부문의 정의를 공공 행정이 "... 주로 정부 성격의 활동에 종사하는 기관들로 구성된다"고 설명한다. 이것은 "입법 활동, 조세, 국방, 공공 질서 및 안전, 이민 서비스, 외교 및 국제 지원, 그리고 그에 따른 규정의 제정 및 사법 해석, 그리고 기반으로 하는 프로그램의 관리"를 포함한다. 이것은 "순수하게 정부적 성격의 활동"이다.
학문적 관점에서, 미국 국립 교육 통계 센터(NCES)는 공공 행정의 연구를 "개인들이 지방, 주, 연방 정부의 행정 부서에서 관리자로서 일하도록 준비하는 프로그램"으로 정의하며, "행정 조직과 관리의 체계적 연구에 중점을 둔다. 이에는 공공 행정의 역할, 발전, 원칙, 공공 정책의 관리, 행정-입법 관계, 공공 예산 과정 및 재무 관리, 행정법, 공공 인사 관리, 전문 윤리, 연구 방법의 교육이 포함된다."

## 역사

### 기원전 600 년 인도
하라파와 모헨조-다로와 같은 깔끔하고 번영하는 문명은 규율 있고 자비롭며 부패하지 않은 공무원들을 가지고 있었을 것이다. 이에 대해 브리하스파티의 법과 거버넌스에 관한 작품을 참조할 수 있다. 아크바르의 유명한 역사가인 아불 파즐이 쓴 Aaine-Akbari에서 흥미로운 발췌문은 1578년 아크바르의 주도로 열린 모든 신념의 철학자들의 심포지엄을 언급한다. 이것은 아크바르의 진리를 찾기 위한 끊임없는 열망을 반영하여 그가 Din-e-elaahi라는 새로운 종교를 시작한 것과 관련이 있다. Vincent Smith 역사가는 "아크바르의 제인 교사들"이라는 제목의 기사에서 해당 내용을 주장했다. 일부 차르바카 사상가들은 심포지엄에 참여했다. "Naastika"라는 제목 아래 아불 파즐은 차르바카 법률 제정자들이 강조한 좋은 일, 현명한 행정 및 복지 계획을 언급했다. 소마데바는 국가의 적을 물리치는 차르바카 방법도 언급했다. 그는 그들의 이기적인 이익을 위해 왕국에 위장하여 남아 있는 13명의 적을 언급했다. 그들 중에는 왕과 부왕의 몇몇 친척이 포함될 수 있지만, 그들을 용서해서는 안 된다. 그들은 다른 어떤 적과 마찬가지로 엄격하게 처벌되어야 한다. 이미 언급했듯이 카우틸리야는 친구의 가면을 쓴 적들을 제거하는 구체적인 계획을 제시했다. 차르바카의 거장인 브리하스파티는 카우틸리야와 소마데바보다 훨씬 고대의 인물이다. 그는 하라파와 모헨조-다로 문화의 동시대인 인것으로 보인다.
전통적인 종교 의식의 중심 포인트는 의식을 행하는 자들에게 준비된 돈을 벌어들이는 것이다. 출생 몇 달 전부터 시작하여 죽음 후 몇 년 동안 연례로 이루어지는 연례 스라드하와 같은 비생산적이고 불임의 의식은 오늘날까지도 유효하며, 그것은 제사장들을 먹이기 위한 경로에 불과하다. 그들은 비현실적이고 상상되며 낭비적이다.
이 역설은 차르바카에 의해 그 진정한 가치로 인식되었다. 그들은 재무적 원인이 재무적 결과를 가져오길 원했다. 상상된 원인은 실제 결과가 아닌 상상된 결과만을 가져왔다.

### 고대부터 19세기까지
고대로 거슬러 올라가, 파라오, 왕, 황제들은 정부의 실질적인 업무를 관리하기 위해 페이지, 재무장관, 세금 징수관을 필요로 했다. 19세기 이전 대부분의 공공 행정 인력은 족보, 편애, 정치적 후원으로 가득 찼으며, 이것은 종종 "엽관제"로 불렸다. 공무원들은 지배자의 "눈과 귀"였다. 중세 시대에는 읽고 쓰기, 더하기와 빼기의 능력이 교육받은 엘리트에 의해 지배되었다. 따라서 법적 기록 보관, 군대 지불 및 급식, 세금 징수와 같은 필요한 활동에서 전문성을 발전시키는 데 필요한 읽고 쓰기 능력을 갖춘 전문 공무원의 필요성이 생겼다. 유럽 제국주의 시대가 진행됨에 따라 군사적 권력이 다른 대륙과 사람들을 잡아들이면서 정교한 공공 행정의 필요성이 커졌다.
관리 분야는 고대 중국에서 시작되었다고 말할 수 있다. 이는 아마도 첫 번째로 매우 중앙 집중화된 관료주의 국가와 시험을 통한 성적을 기반으로 한 행정의 가장 초기의 예를 포함한다. 18세기 말까지 세계의 나머지 부분보다 훨씬 앞서 있던 중국학자 Herrlee G. Creel과 다른 학자들은 12세기에 유럽에서 중국의 행정 영향을 발견하며, 예를 들어 "현대 관료주의의 출생증명서"로 지어진 프리드리히 2세 (프로이센)의 선언에서 그 영향을 찾는다. Thomas Taylor Meadows는 광저우의 영국 영사로, "중국 제국의 오랜 지속은 전적으로 좋은 정부에 기인한다"고 주장했으며, 이는 "재능과 공로만을 진급시키는 것"에 있다고 주장했다. 중국의 과거제에 영향을 받아, 1854년 Northcote–Trevelyan 보고서는 공무원 공고가 경쟁 시험을 통해 업적을 결정하는 기반으로 이루어져야 하며, 후보자들은 부서 간 이동을 가능하게 하는 견고한 일반 교육을 받아야 하며, 승진은 "선호, 후원 또는 구매"가 아닌 업적을 통해 이루어져야 한다고 권장했다. 이로 인해 그녀의 여왕의 민간 서비스가 체계적이고 업적 중심의 민간 서비스 관료주의로 구현되었다. 영국처럼, 프랑스의 관료주의 발전은 중국 시스템에 영향을 받았다. 볼테르는 중국이 "도덕과학을 완성했다"고 주장했고, 프랑수아 케네는 중국을 본따 만든 경제와 정치 체제를 주장했다. 19세기 후반에 채택된 프랑스의 민간 서비스 시험도 대체로 일반 문화 연구를 기반으로 했다. 이러한 특징들은 이전의 중국 모델과 유사하게 비교되었다.
중국의 행정을 어떤 개인에게도 추적할 수는 없지만, 실적주의를 강조하는 법가의 인물들 중 4세기 BC의 개혁가인 신불해(기원전 400–337)가 아마도 가장 영향력이 있었을 것이며, 그를 이 분야의 창시자로 간주할 수 있을 것이다. Creel은 신불해에게서 "공무원 시험의 씨앗"이 있다고 쓰며, 만약 그가 그렇게 원한다면, 신불해의 용어인 Shu, 또는 기술을 '과학'으로 번역하는 것이 가능하다고 주장하며, 과거로 가는 것에 상관하지 않음에도 그를 첫 번째 정치과학자로 간주할 수 있다고 주장한다.
18세기 귀족인 프리드리히 빌헬름 1세 (프로이센)는 관방학에서 교수직을 얻어 새로운 수준의 공무원을 훈련시키려는 노력을 했다. 프랑크푸르트 대학과 할레 대학은 사회 개혁을 목표로 한 경제와 사회 학문을 강조하는 프로이센 기관이었다. Johann Heinrich Gottlob Justi는 관방학의 가장 유명한 교수였다. 따라서 서양 유럽의 관점에서, 고전, 중세, 계몽 시대의 학자들은 공공 행정이라고 불리는 학문의 기초를 형성했다.
로렌츠 폰 스타인은 비엔나의 1855년 독일 교수로, 공공 행정 과학의 창시자로 간주된다. 로렌츠 폰 스타인의 시대에 공공 행정은 행정법의 한 형태로 간주되었지만, 로렌츠 폰 스타인은 이 개념이 너무 한정적이라고 생각했다. 폰 스타인은 공공 행정이 사회학, 정치학, 행정법, 공공 재정과 같은 많은 기존 학문에 의존한다고 가르쳤다. 그는 공공 행정을 통합 과학이라고 주장했으며, 공공 관리자들은 이론과 실제 모두에 관심을 가져야 한다고 주장했다. 그는 공공 행정이 과학이라고 주장했는데, 지식이 과학적 방법에 따라 생성되고 평가되기 때문이다.
현대 미국의 공공 행정은 민주적 거버넌스의 연장이며, 아리스토텔레스는부터 존 로크, 토마스 제퍼슨.에 이르기까지 서양 세계의 고전적이고 자유주의적인 철학자들에 의해 정당화되었다.

### 미국: 1880년대부터 1940년대까지

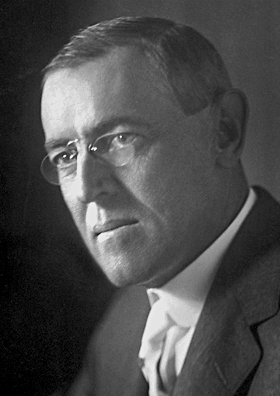
우드로 윌슨

미국에서 우드로 윌슨은 공공 행정의 아버지로 간주된다. 그는 1887년 "행정의 연구"라는 제목의 기사에서 처음으로 공공 행정을 공식적으로 인정했다. 미래의 대통령은 "행정 연구의 목적은 정부가 적절하게 그리고 성공적으로 할 수 있는 것을 발견하는 것이며, 둘째, 어떻게 이러한 적절한 것들을 가능한 한 효율적으로 그리고 돈이나 에너지의 최소한의 비용으로 할 수 있는지를 발견하는 것"이라고 썼다. 윌슨은 Von Stein보다 공공 행정의 과학에 더 큰 영향을 미쳤는데, 주로 1887년에 그가 쓴 기사에서 그가 주장한 네 가지 개념 때문이다.
- 정치와 행정의 분리
- 정치와 민간 조직의 비교 분석
- 사업처럼 효율성 향상과 일상 업무에 대한 태도
- 공무원 교육과 업적 기반 평가를 통한 공공 서비스의 효과 향상

정치와 행정의 분리는 지속적인 논쟁의 대상이었다. 이 이분법에 대한 다양한 관점은 공공 행정의 제안된 세대를 구별하는 특징에 기여한다.
1920년대까지 공공 행정의 학자들은 윌슨의 요청에 응답하여 이 분야의 교과서가 도입되었다. 그 시기의 몇몇 유명한 학자들로는 루서 귤릭 (사회과학자), Lyndall Urwick, 앙리 파욜, 프레더릭 윈즐로 테일러 등이 있다. 프레드릭 테일러(1856–1915)는 행정과 관리 분야의 주요 학자로, "과학적 관리의 원칙"(1911)이라는 책을 출판했다. 그는 과학적 분석이 일이나 작업을 수행하는 "가장 좋은 방법"을 발견하는 데 이끌 것이라고 믿었다. 그에 따르면, 이것은 비용과 시간을 절약할 수 있게 해줄 것이다. Taylor의 기술은 나중에 민간 산업가들에게 소개되었고, 그 후 다양한 정부 조직에 도입되었다(Jeong, 2007).
Taylor의 접근법은 종종 Taylor의 원칙 또는 Taylorism으로 언급된다. Taylor의 과학적 관리는 주요 네 가지 원칙으로 구성되었다(Frederick W. Taylor, 1911):
- 업무의 과학적 연구를 기반으로 한 방법으로 경험에 의존하는 업무 방법을 대체한다.
- 직원을 스스로 교육시키는 대신 과학적으로 선택, 교육, 개발한다.
- "각 작업자의 별도의 작업 수행에 대한 자세한 지침과 감독을 제공한다"(Montgomery 1997: 250).
- 관리자와 근로자 사이의 업무를 거의 동등하게 나누어, 관리자가 과학적 관리 원칙을 업무 계획에 적용하고 근로자가 실제로 작업을 수행한다.

테일러는 그의 시스템을 도입하는 방법에 대해 매우 정확한 아이디어를 가지고 있었다: "강제적인 방법 표준화, 최고의 도구와 작업 조건의 강제 채택, 그리고 강제 협력을 통해서만 이 빠른 작업을 보장할 수 있다. 그리고 표준 채택을 강제하고 이 협력을 강제하는 의무는 관리만이 담당한다."
미국 공공 행정 학회(ASPA)는 1939년에 설립된 공공 행정의 주요 전문 그룹이다. ASPA는 1940년에 설립된 공공 행정 검토 저널을 후원한다.

### 여성의 기여 1880 - 1940
현대 학자 들은 여성의 기여를 포함하는 동반자 공공 행정 기원 이야기를 되찾고 있다. 이것은 "대안" 또는 "정착"의 공공 행정 모델로 알려져 있다. 19세기 동안 미국과 유럽의 상류층 여성들은 자신들의 마을과 도시를 괴롭히는 도시화와 산업화의 과도함을 완화하기 위해 자발적인 협회를 조직했다. 이러한 자발적인 협회들은 정책과 행정의 변화를 주도할 수 있는 네트워크가 되었다. 여성들의 시민 클럽은 도시와 작업 공간을 더 안전하게 만들기 위해 노력했다(깨끗한 거리, 물과 하수도, 작업장 규제). 이들의 노력은 자신들의 아버지와 남편들이 무시했던 행정 및 정책의 공간에서 행해졌다. 공공 행정의 초기 문헌에서는 정착 운동의 성과와 그들의 공공 행정에 대한 노력이 무시되었다. 대안 공공 행정 모델은 Camilla Stivers가 2000년에 Bureau Men and Settlement Women을 출판할 때까지 약 100년 동안 보이지 않았거나 묻혀 있었다.
정착 노동자들은 개혁을 촉구하면서 사회 정의를 위해 싸웠다. 그들은 이민자, 여성, 어린이, 아프거나 노인, 빈곤한 사람들의 삶을 개선하기 위한 정책 변화를 추구했다. 지방의 가사와 산업 시민권은 정책과 행정에 여성 경험에 기반한 실용적이고 돌봄의 윤리가 적용됐다. 그들은 전통적인 공공 행정 가치(효율성, 효과성 등)와 그들의 남성 개혁론자 동료들의 관행의 관련성을 보았지만, 그들은 또한 사회 정의와 사회 평등을 강조했다. 예를 들어, 제인 애덤스는 유색인종 발전의 국립 협회(NAACP)의 창립자 중 한 명이었다.

### 공공 행정의 정착 모델
정착 운동과 그 리더들인 제인 애덤스, 줄리아 라스롭, 플로렌스 켈리는 공공 행정의 대안적이고 여성 중심적인 모델을 만드는 데 중요한 역할을 했다. 정착 공공 행정 모델은 두 가지 상호 관련된 구성 요소를 가지고 있었다 지방의 가사와 산업 시민권. 지방의 가사는 도시가 돌봄을 받는 집처럼 운영되어야 한다고 주장했다. 도시는 가족이 안전하게 지낼 수 있고 아이들이 돌봄을 받을 수 있는 집의 연장으로 간주되어야 한다. 깨끗한 거리, 깨끗한 물, 놀이터, 교육과정 개혁, 소년 법원 등이 이 운동과 관련된 개혁의 예이다. 산업 시민권은 자유 시장주의, 새롭게 산업화된 경제에서 노동력 참여의 문제와 위험에 중점을 둔다. 이러한 노력의 중점은 아동 노동, 불위생적인 작업장, 과도한 근무 시간, 산업 사고 위험, 노후 빈곤과 같은 작업장 문제를 완화하는 개혁이었다. 조직된 정착 여성의 개혁 노력은 작업장 안전법과 검사를 이끌어냈다. 정착 개혁론자들은 지역, 주, 연방 행정관으로 계속 일했다. 제인 애덤스는 쓰레기 검사관이었고, 플로렌스 켈리는 일리노이 주의 최고 공장 검사관으로 일했으며, 줄리아 라스롭은 여성국의 첫 번째 국장이었고, 프랜시스 퍼킨스는 F. 루스벨트 행정부의 노동부 장관이었다

### 미국: 1940년대

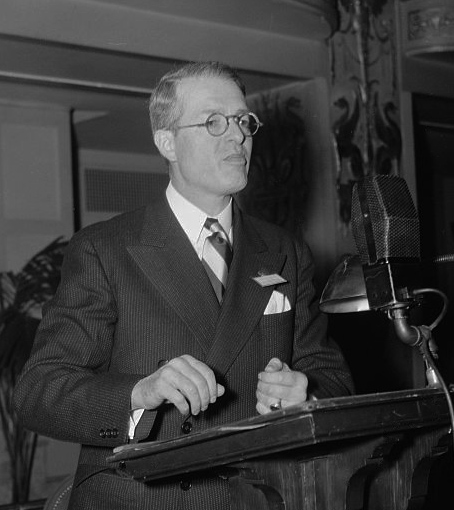
루터 구릭 (1892~1993)는 공공 행정 전문가였다.

윌슨이 주장한 정치와 행정의 분리는 오늘날 공공 행정에서 여전히 중요한 역할을 한다. 그러나 1940년대부터 두 번째 세대의 학자들에 의해 이 이분법의 지배력이 도전을 받았다. 루서 귤릭 (사회과학자)의 사실-가치 이분법은 윌슨이 제안한 정치-행정 이분법의 주요 경쟁자였다. Wilson의 첫 번째 세대 분리 대신 Gulick
은 "불특정 다수의 재량과 상호 작용의 원활한 웹"을 주장했다.
루서 귤릭과 Lyndall Urwick은 2세대 학자들이다. 귤릭, Urwick, 그리고 2세대 관리자들은 앙리 파욜, 프레더릭 윈즐로 테일러, Paul Appleby, Frank Goodnow, 그리고 Willam Willoughby와 같은 현대의 행동, 행정, 그리고 조직 학자들의 이론을 기반으로 하였다. 새로운 세대의 조직 이론들은 더 이상 고전적이고 계몽주의자들처럼 인간의 본성에 대한 논리적 가정과 일반화에 의존하지 않았다.
귤릭은 과학적 방법, 효율성, 전문성, 구조적 개혁, 그리고 경영자의 통제를 강조하는 포괄적인 일반 조직 이론을 개발했다. 귤릭은 관리자의 의무를 POSDCORB라는 약어로 요약했는데, 이는 계획, 조직, 인원, 지시, 조정, 보고, 그리고 예산을 의미한다. 파욜은 사립 관리에 대한 체계적인 14점 처리를 개발했다. 2세대 이론가들은 행정 과학에 민간 관리 관행을 참고했다. 민간과 공공 부문 사이의 경계를 벗어나는 단일 일반 경영 이론이 가능하다고 생각했다. 일반 이론을 가지고, 행정 이론은 정부 조직에 중점을 둘 수 있었다. 1940년대 중반의 이론가들은 Wilson과 귤릭에 도전했다. 정치-행정 이분법은 비판의 중심에 남아 있었다.

### 미국: 1950년대에서 1970년대
1950년대, 미국은 지속적인 번영을 경험하며 세계 리더로서의 위치를 공고히 했다. 공공 행정은 성공적인 전쟁 노력과 서유럽 및 일본의 성공적인 전후 재건으로 인해 전성기를 맞이했다. 정부는 인기가 있었고, 아이젠하워 대통령도 인기가 있었다. 1960년대와 1970년대에는 정부 자체가 비효율적이고 대부분의 노력이 헛된 것으로 비판을 받았다. 베트남 전쟁과 1974년 워터게이트 사건 등은 시민들을 소외시키는 정부의 자멸적인 행동의 예이다.
효율적인 행정을 위해 비효율적이고 낭비적인 관료주의를 대체하라는 시민들의 요구가 있었다. 이를 위해 공공 행정은 정치로부터 거리를 둬야 했다. 선출직들은 이러한 개혁을 지지했다. 시카고 대학교 교수인 루이스 브라운로우가 주재한 후버 위원회는 정부의 재조직을 검토했다. 브라운로우는 이후에 대학에서 공공 행정 서비스(PAS)를 설립했는데, 이 조직은 1970년대까지 모든 정부 수준에서 컨설팅 서비스를 제공했다.

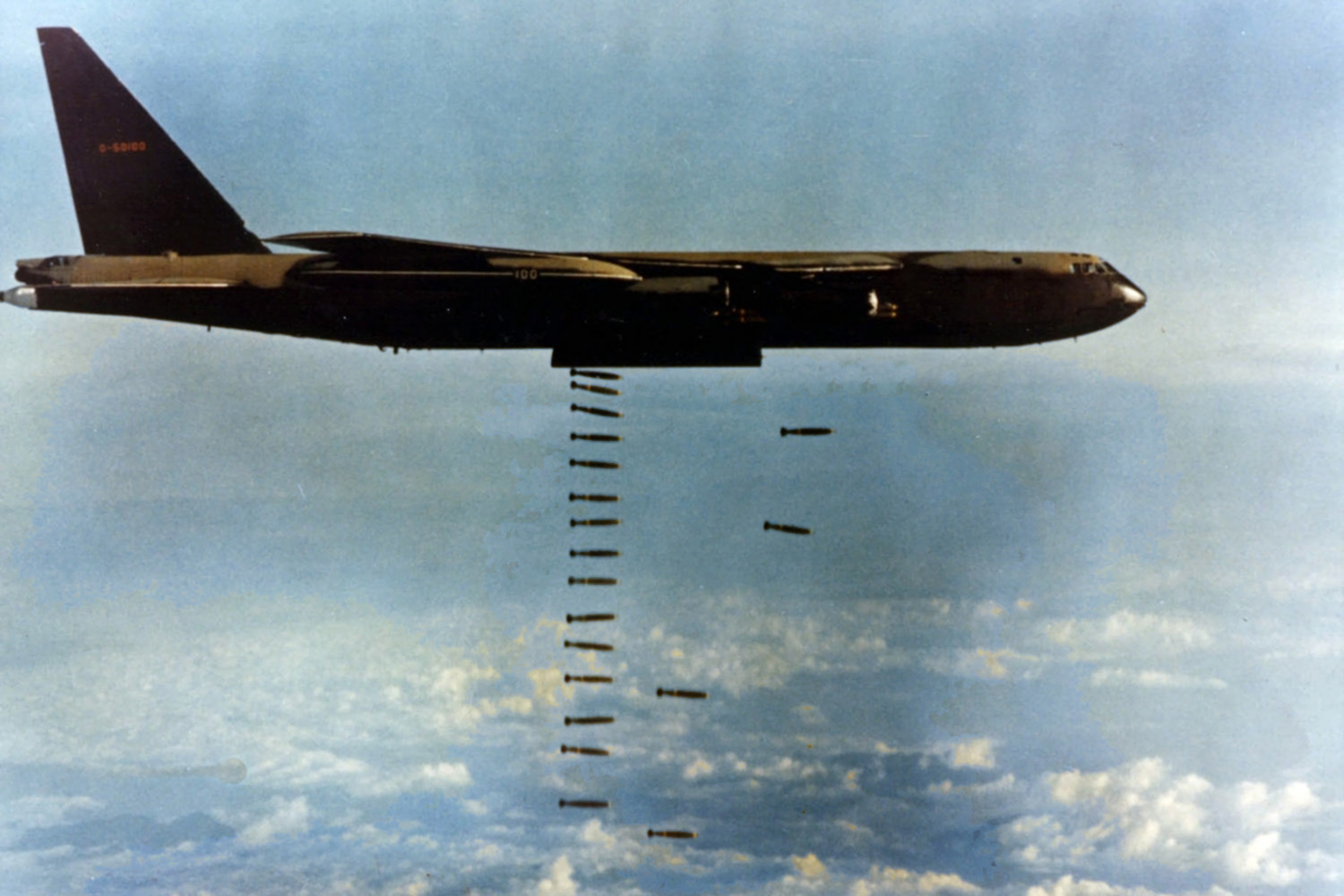
비싼 베트남 전쟁 미국 시민들을 정부로부터 소외시켰다. 사진은 아크 라이트 작전 미국 폭격 작전이다.

동시에, 제 2 차 세계 대전 이후 공공 행정의 전체 개념은 정책 제작과 분석을 포함하도록 확장되었다. 따라서 "행정 정책 제작 및 분석"의 연구가 정부의 의사 결정 기관에 도입되고 강화되었다. 나중에 인간 요소는 공공 행정 연구에서 주요한 관심사가 되었다. 이 기간 동안 다른 사회 과학 지식, 주로 심리학, 인류학, 사회학이 공공 행정 연구에 개발되고 포함되었다(Jeong, 2007). 따라서 Fritz Morstein Marx의 'The Elements of Public Administration'(1946), Paul H. Appleby의 'Policy and Administration'(1952), Frank Marini의 'Towards a New Public Administration'(1971) 등의 학자들의 등장이 이러한 노력에 긍정적으로 기여했다.
1960년대의 활발한 시민권 운동, 베트남 전쟁 및 전쟁 시위, 대통령 및 시민권 지도자의 암살, 활발한 여성 운동과 같은 사건들에 자극을 받아 공공 행정은 다소 변화의 방향을 향했다. 1963년 평등 임금법과 1964년 시민권법과 같은 획기적인 법률도 공무원에게 새로운 책임을 부여했다. 이러한 사건들은 새로운 공공 행정 운동을 통해 공공 행정 전문가들에게 명확하게 나타났다. "드와이트 월도의 자극적인 후원 아래, 젊은 세대의 가장 뛰어난 학자들이 그들이 받은 교리에 도전했다." 새로운 학자들은 "네 가지 주제: 관련성, 가치, 평등, 변화"를 포함한 더 많은 정책 지향적인 공무원을 요구했다. 이러한 주제들은 여성과 소수 민족들 사이에서 더 많은 참여를 장려할 것이다. 60년대의 사건들에 자극을 받아, 1970년대는 미국 공공 행정 협회에 중요한 변화를 가져왔다. 인종과 민족 소수자 및 여성 회원들은 더 큰 참여를 추구하기 위해 조직되었다. 결국, 소수 민족 공무원 회의와 공공 행정의 여성 부문이 설립되었다.

### 미국: 1980년대에서 1990년대
1980년대 후반, 또 다른 세대의 공공 행정 이론가들이 마지막 세대를 대체하기 시작했다. 새로운 이론, 즉 신공공관리론은 David Osborne과 Ted Gaebler의 'Reinventing Government'라는 책에서 제안되었다. 새로운 모델은 민간 부문 스타일의 모델, 조직적 아이디어, 가치를 사용하여 공공 부문의 효율성과 서비스 지향성을 향상시키는 것을 주장했다. 클린턴 행정부(1993-2001) 기간 동안, 부통령 앨 고어는 NPM 접근법을 사용하여 연방 기관을 개혁하고 채택했다. 1990년대에는 미국, 영국의 관료주의 전반에 걸쳐 새로운 공공 관리가 널리 퍼졌고, 캐나다에서는 다소 덜 퍼졌다. "정책 분석 및 관리 저널"에 게재된 Richard Elmore의 1986년 기사에 따르면 기존의 공공 관리 이론들은 정책 분석에 기인한 뿌리를 가지고 있다.
일부 현대 학자들은 NPM을 큰 관료주의를 더 작고 파편화된 기관으로 분할하는 것, 다른 공공 기관 간의 경쟁을 장려하는 것, 공공 기관과 민간 기업 간의 경쟁을 장려하는 것, 경제적 인센티브 라인(예: 고위 경영진에 대한 성과급 또는 사용자 지불 모델)을 사용하는 것의 조합으로 정의한다. NPM에서 개인들은 "고객" 또는 "클라이언트"(민간 부문의 의미에서)로 취급되며, 시민으로서는 아니다.
일부 비판가들은 사람들을 "고객"이 아닌 "시민"으로 취급하는 새로운 공공 관리 개념이 민간 부문 모델에서 부적절하게 빌려온 것이라고 주장한다. 왜냐하면 기업들은 고객을 목적(이익)을 위한 수단으로 본다. 그러나 정부의 소유주(소유자)로서, 단순히 기업의 고객(후원자)으로서가 아니다. 새로운 공공 관리에서 사람들은 민주적 참여자로서가 아닌 경제적 단위로 취급된다. 이것은 MBA(경영학, 경제 및 고용주 기반 모델)를 공공 행정(정부, 공공 이익) 부문과 너무 밀접하게 연결하는 위험성을 지닌다. 그럼에도 불구하고, NPM 모델(Elmore가 1986년에 설명한 네 가지 중 하나, "일반 모델" 포함)은 여전히 여러 정부 수준(예: 시, 주/성, 연방) 및 많은 OECD 국가에서 널리 받아들여진다.
1990년대 후반, Janet과 Robert Denhardt는 NPM의 지배에 대한 반응으로 새로운 공공 서비스 모델을 제안했다. 디지털 시대 거버넌스(DEG)로, 정부 책임의 재통합, 필요 기반의 전체주의(순환적인 방법으로 의무를 수행), 디지털화(현대 IT와 디지털 저장의 변혁적 능력을 활용)와 같은 주제에 중점을 둔다.
DEG의 배치 예는 openforum.com.au로, 이는 정치인, 고위 공무원, 학자, 기업인 및 기타 주요 이해 관계자들을 초대하여 고수준의 정책 논의에 참여하도록 초대하는 호주의 비영리 eDemocracy 프로젝트이다. 또 다른 예로는 브루나이의 정보 부서가 디지털 거버넌스 과정을 개선하기 위해 소셜 미디어 기술을 배치하는 것을 들 수 있다. 이 책 장의 작업은 디지털 시대 거버넌스의 틀 안에서 소셜 미디어의 효과적인 적용을 통해 디지털 배당을 확보할 수 있다는 결론을 내린다.
새로운 공공 서비스 모델 중 하나는 오늘날의 정부라고 불리는 것이다. 이 접근법에는 권력의 중앙 집중화; 정당 정치 스태프의 수, 역할 및 영향력 증가; 고위 공무원 임명의 개인 정치화; 그리고 공무원이 집권 여당 정부에 대해 무분별하게 편파적이라는 가정이 포함된다.
1980년대 중반, 미국의 지역 프로그램의 목표는 독립적인 생활, 지역 통합, 포함, 지역 참여, 기관 해체, 시민권과 같은 용어로 표현되었다. 따라서 공공 정책(그리고 공공 행정)은  모든 시민에게 적용되어야 했다. 그러나 1990년대에는 미국의 범주화된 주 시스템이 강화되었다(Racino, in press, 2014), 그리고 공공 정책 교과과정에 장애 관련 내용을 더 도입하려는 노력이 있었다. 장애 공공 정책(및 행정)은 그 자체로 구별되는 분야였다. 행동주의자들은 최근 몇 년 동안 "개입 연습(intervention practice)"(일반적으로 공공 행정의 영역이 아님)을 지배했으며, 그들이 일반적인 공공 정책(유리 브론펜브레너의 생태계 시스템 이론이라고 함)에 반대한다고 믿는다.
점점 더 많은 공공 정책 학자들과 실무자들은 개혁의 성공 또는 실패나 부적절한 결과의 지속성과 같은 정책 결과를 설명하기 위해 정치 경제의 이론적 개념을 사용했다.

### 필리핀
필리핀은 1952년부터 아시아에서 공공 행정(PA) 학위 프로그램을 제공하는 첫 번째 국가였다. PA 프로그램은 1951년에 새롭게 설립된 필리핀 대학(UP)의 공공 행정 연구소에서 제공되었는데, 이는 제2차 세계 대전으로부터의 회복을 촉진하고 공무원을 재건하기 위한 Bell Mission의 권고에 따라 제공되었다. 이후 필리핀의 PA 교육은 변화하는 정치, 행정 및 경제 풍경과 함께 발전했다. PA 프로그램은 전국적으로 확장되었고, PA 전문 및 교육 협회가 성장했다.

## 분야

### 핵심 분야
학계에서 공공 행정 분야는 여러 하위 분야로 구성된다. 학자들은 여러 다른 하위 분야 집합을 제안했다. 제안된 모델 중 하나는 다섯 개의 "기둥"을 사용한다:
- 공공 행정의 조직 이론은 정부 기관의 구조와 그 안에 포함된 많은 특성을 연구한다.
- 공공 행정의 윤리는 의사 결정에 대한 규범적 접근법으로 작용한다.
- 정책 분석 및 프로그램 평가는 의사 결정에 대한 경험적 접근법으로 작용한다.
- 공공 예산 및 공공 재무
  - 공공 예산은 한정된 자원을 무한한 요구 사항 중에서 할당하려는 정부 내의 활동이다.
  - 공공 재무는 경제에서 정부의 역할을 연구하는 것이다. 이는 정부 수입과 공공 기관의 정부 지출을 평가하고 원하는 효과를 달성하고 원치 않는 효과를 피하기 위해 이 중 하나 또는 다른 것을 조정하는 경제학의 분야이다.
- 인사 관리는 공공 서비스 인력 확보가 편견 없이, 윤리적으로, 가치 기반으로 이루어지도록 하는 내부 구조이다. HR 감독 및 기타 주요 부서 인력을 관리하는 임원들도 공공 행정 시스템의 일부이다.

### 기타 분야
- 비영리 관리는 비영리 조직의 운영 및 그 효과에 대한 연구 및 실무이다.
- 비상 관리는 지역 사회가 위험성을 줄이고 재난에 대처하는 틀을 만드는 데 관련된 관리 기능이다.

## 행정권
행정권(行政權)은 일반 행정을 행하는 국가의 통치권을 말한다. 크게는 지방 자치 단체가 행하는 자치 행정권도 여기에 포함하며, 대통령을 수반으로 하는 정부에 속한다(헌법 제66조 제4항). 대통령은 국회의 동의를 얻어 국무총리를 임명하고, 기타의 국사행위에 의하여 행정작용을 행한다. 행정부만이 행정권을 행사하는 것은 아니며, 행정부 밑에 국가를 위하여 의사를 결정, 표시하는 행정각부의 기관을 두고 행정부는 스스로 일반 행정을 행하는 동시에 행정 각부의 장을 지휘·감독한다. 따라서 행정부는 행정권의 최고 기관이지만 유일한 기관은 아니다.
행정권에 대해 그것을 행사하고, 그 행위의 법적 효과가 귀속되는 당사자를 행정주체(行政主體)라고 한다. 이때 행정주체가 반드시 행정기관인 것은 아니다. 행정기관은 공법관계에서는 주체이며, 국민은 사법 관계에서는 주체이나 공법 관계에서는 객체이다.

## 행정제도
행정 제도(行政制度)는 행정청에서 좀 더 많은 자율과 신뢰를 부여하기 위하여 체계화시킨 제도를 총칭하는 개념이다. 행정제도는 행정부에 대한 신뢰로부터 출발하는 프랑스의 삼권분립(三權分立) 체계에서 발전시킨 것으로, 사법부 우위형인 미국이나 입법부 우위형인 영국에서는 상대적으로 덜 발달된 개념이다.

## 행정의 분류

### 목적에 의한 분류
국가목적적 행정
국가 자체의 존립과 유지를 직접 목적으로 하는 행정으로, 재무행정, 외무행정, 군사행정, 사법(司法)행정이 이에 속한다.
사회목적적 행정
사회질서유지 및 공공복리증진을 직접 목적으로 하는 행정(내무행정)으로, 질서행정(경찰행정)과 복리행정(급부행정, 규제행정, 공용부담행정)이 이에 속한다.

### 상대방에 대한 효과에 의한 분류
수익적 행정
상대방에게 권리 · 이익을 부여하거나 제한되었던 자유를 회복시켜 주는 작용이다. 예를 들어, 특허, 허가, 인가, 조세부과처분의 취소가 있다.
부담적(침익적) 행정
상대방의 자유 · 권익을 제한침해하거나 새로운 의무를 과하는 작용이다. 예를 들어, 조세부과, 영업허가취소가 있다.
복효적 행정(이중효과적 행정)
하나의 행정작용으로 동일 상대방 또는 서로 다른 자에게 이익과 불이익을 동시에 주는 작용이다. 예를 들어, 건축허가, 합격자 · 당선자의 결정이 있다.

### 주체에 의한 분류
국가행정
국가가 행정주체가 되어 국가기관에 의해 행해지는 행정의 형태이다.
자치행정
지방자치단체 및 기타 공공단체에 의해 행해지는 행정의 형태이다.
위임행정
국가 또는 공공단체가 행정사무의 일부를 다른 공공단체나 사인에게 위임하여 행해지는 행정의 형태이다. 이 때 국가사무를 위임받은 사인을 공무수탁사인(수권사인)이라 하여 위임 범위 내에서 행정주체가 된다.

## 판례

### 처분의 정의
- 어떠한 고시가 일반적, 추상적 성격을 가질 때에는 법규명령 또는 행정규칙에 해당할 것이지만, 다른 집행행위의 매개 없이 그 자체로서 직접 국민의 구체적인 권리의무나 법률관계를 규율하는 성격을 가질 때에는 행정처분에 해당한다[78]
- 동일한 내용의 새로운 신청에 대하여 다시거절의 의사표시를 한 경우에는 새로운 거부처분이 있는 것이다[79]

### 원고적격
행정처분의 직접 상대방이 아닌 제3자라 하더라도 당해 행정처분으로 인하여 법률상 보호되는 이익을 침해당한 경우에는 그 처분의 취소나 무효확인을 구하는 행정소송을 제기하여 그 당부의 판단을 받을 자격 즉 원고적격이 있고, 여기에서 말하는 법률상 보호되는 이익은 당해 처분의 근거 법규 및 관련 법규에 의하여 보호되는 개별적·직접적·구체적 이익을 말하며, 원고적격은 소송요건의 하나이므로 사실심 변론종결시는 물론 상고심에서도 존속하여야 하고 이를 흠결하면 부적법한 소가 된다.

### 행정처분의 위법 여부
- 행정처분의 위법 여부는 행정처분이 있을 때의 법령과 사실 상태를 기준으로 판단하여야 하며, 법원은 행정처분 당시 행정청이 알고 있었던 자료뿐만 아니라 사실심 변론종결 당시까지 제출된 모든 자료를 종합하여 처분 당시 존재하였던 객관적 사실을 확정하고 그 사실에 기초하여 처분의 위법 여부를 판단할 수 있다[81]

### 다른 처분 사유 추가
- 행정청은 기본적 사실관계의 동일성이 있다고 인정되는 한도 내에서만 다른 처분사유를 추가, 변경할 수 있다고 할 것이나 이는 사실심 변론종결시까지만 허용된다[82]
- 행정처분이 적법한지는 특별한 사정이 없는 한 처분 당시 사유를 기준으로 판단하면 되고, 처분청이 처분 당시 적시한 구체적 사실을 변경하지 아니하는 범위 내에서 단지 처분의 근거 법령만을 추가·변경하는 것은 새로운 처분사유의 추가라고 볼 수 없으므로 이와 같은 경우에는 처분청이 처분 당시 적시한 구체적 사실에 대하여 처분 후 추가·변경한 법령을 적용하여 처분의 적법 여부를 판단하여도 무방하다. 그러나 처분의 근거 법령을 변경하는 것이 종전 처분과 동일성을 인정할 수 없는 별개의 처분을 하는 것과 다름 없는 경우에는 허용될 수 없다[83]
- 새로운 처분의 처분사유가 종전 처분의 처분사유와 기본적 사실관계에서 동일하지 않은 다른 사유에 해당하는 이상, 처분사유가 종전 처분 당시 이미 존재하고 있었고 당사자가 이를 알고 있었더라도 이를 내세워 새로이 처분을 하는 것은 확정판결의 기속력에 저촉되지 않는다[84]

### 처분성

#### 처분이 아닌 경우
- 하수도정비기본계획은 행정처분이 아니다[85]
- 피고가 원주시를 혁신도시 최종입지로 선정한 행위는 행정처분이 아니다[86]
- 병역법상 신체등위판정은 행정청이라고 볼 수 없는 군의관이 하도록 되어 있으므로 행정처분이 아니다[87]
- 운전면허 행정처분처리대장상 벌점의 배점은 도로교통법규 위반행위를 단속하는 기관이 도로교통법시행규칙 별표 16의 정하는 바에 의하여 도로교통법규 위반의 경중, 피해의 정도 등에 따라 배정하는 점수를 말하는 것으로 자동차운전면허의 취소, 정지처분의 기초자료로 제공하기 위한 것이고 그 배점 자체만으로는 아직 국민에 대하여 구체적으로 어떤 권리를 제한하거나 의무를 명하는 등 법률적 규제를 하는 효과를 발생하는 요건을 갖춘 것이 아니어서 그 무효확인 또는 취소를 구하는 소송의 대상이 되는 행정처분이라고 할 수 없다.[88]
- 국세환급금결정에 의하여 비로소 환급청구권이 확정되는 것은 아니므로, 환급거부결정은 납세의무자가 갖는 환급청구권의 존부나 범위에 구체적이고 직접적인 영향을 미치는 처분이 아니어서 항소소송의 대상이 되는 처분이 아니다[89]
- 구 남녀차별금지및구제에관한법률(2003. 5. 29. 법률 제6915호로 개정되기 전의 것) 제28조 제1항에 의한 성희롱결정과 이에 따른 시정조치의 권고는 불가분의 일체로 행하여지는 것인데 남녀차별개선위원회의 이러한 성희롱결정과 시정조치의 권고는 성희롱 행위자로 결정된 자의 인격권에 영향을 미침과 동시에 공공기관의 장 또는 사용자에게 일정한 법률상의 의무를 부담시키는 것이므로 남녀차별개선위원회의 성희롱결정 및 시정조치권고는 행정처분에 해당한다.[90]
- 산림청장이 산림법 등의 정하는 바에 따라 국유임야를 대부하거나 매각 또는 양여하는 행위는 사경제주체로서 상대방과 대등한 입장에서 하는 사법상의 행위로 원고의 국유임야무성양여신청서를 반려한 피고의 본건 거부처분도 단순한 법상의 행위일 뿐 행정행위가 아니다[91]
- 당연퇴직의 통보는 법률상 당연히 발생하는 퇴직사유를 공적으로 확인하여 알려 주는 사실의 통보에 불과하여 그 통보자체가 징계파면이 직권면직과 같이 공무원의 신분을 상실시키는 새로운 형성적 행위가 아니어서 행정처분이 아니다[92]
- 금융감독위원회의 파산신청은 행정처분이 아니다[93]
- 건축물대장에 일정한 사항을 등재하거나 등재된 사항을 변경하는 행위는 행정처분이 아니다[94]
- 공정거래위원회의 고발조치는 행정처분이 아니며 고발 의결은 역시 행정청 내부의 의사결정에 불과하여 행정처분이 아니다[95]
- 지방병무청장이 보충역 편입처분을 받은 자에 대하여 복무기관을 정하여 공익근무요원 소집통지를 한 이상 그것으로써 공익근무요원 소집통지를 한 이상 그것으로써 공익근무요원으로서의 복무를 명하는 병역법상의 공익근무요원 소집처분이 있었고 그 기일을 연기한 다음 다시 공익근무요원 소집통지를 하였다고 하더라도 이는 최초의 공익근무요원 소집통지에 관하여 다시 의무이행기일을 정하여 알려주는 연기통지에 불과하여 행정처분이 아니다[96]
- 행정청이 사업계획의 승인을 얻은 자의 착공계획서를 수리하고 이를 통보한 행위는 그 착공계획서제출사실을 확인하는 사실행위에 불과하여 행정행위가 아니다[97]
- 상급행정기관의 하급행정기관에 대한 승인, 동의, 지시 등은 행정기관 상호간의 내부행위로서 국민의 권리 의무에 직접 영향을 미치는 것이 아니므로 행정처분이 아니다[98]
- 건설부장관이 행한 국립공원지정처분은 그 결정 및 첨부된 도면의 공고로써 그 경계가 확정되는 것이고, 시장이 행한 경계측량 및 표지의 설치 등은 공원관리청이 공원구역의 효율적인 보호, 관리를 위하여 이미 확정된 경계를 인식, 파악하는 사실상의 행위로 봄이 상당하며, 위와 같은 사실상의 행위를 가리켜 공권력행사로서의 행정처분의 일부라고 볼 수 없고, 이로 인하여 건설부장관이 행한 공원지정처분이나 그 경계에 변동을 가져온다고 할 수 없다.[99]
- 수도권매립지관리공사가 甲에게 입찰참가자격을 제한하는 내용의 부정당업자제재처분을 하자, 甲이 제재처분의 무효확인 또는 취소를 구하는 행정소송을 제기하면서 제재처분의 효력정지신청을 한 사안에서, 수도권매립지관리공사는 행정소송법에서 정한 행정청 또는 그 소속기관이거나 그로부터 제재처분의 권한을 위임받은 공공기관에 해당하지 않으므로, 수도권매립지관리공사가 한 위 제재처분은 행정소송의 대상이 되는 행정처분이 아니라 단지 甲을 자신이 시행하는 입찰에 참가시키지 않겠다는 뜻의 사법상의 효력을 가지는 통지에 불과하므로, 甲이 수도권매립지관리공사를 상대로 하여 제기한 위 효력정지신청은 부적법함에도 그 신청을 받아들인 원심결정은 집행정지의 요건에 관한 법리를 오해한 위법이 있다고 한 사례.[100]

#### 처분인 경우
- 관할 구청장이 위 "가"항의 세입자에 대하여 재개발구역 내에 건립되는 영구임대 아파트의 입주권 부여대상자가 아니라고 통보한 것은 세입자를 영구임대 아파트의 입주권 부여대상에서 제외시키는 행정처분이다[101]
- 건축신고가 반려될 경우 당해 건축물의 건축을 개시하면 시정명령, 이행강제금, 벌금의 대상이 되거나 당해 건축물을 사용하여 행할 행위의 허가가 거부될 우려가 있어 불안정한 지위에 놓이게 된다. 분쟁을 조기에 근본적으로 해결할 수 있게 하는 것이 법치행정의 원리에 부합하므로 이 사건 건축신고 반려행위는 항고소송의 대상이 된다[102]
- 건축물대장의 작성은 건축물의 소유권을 제대로 행사하기 위한 전제조건으로서 건축물 소유자의 실제적 권리관계에 밀접하게 관련되어 있으므로, 건축물대장 소관청의 작성신청 반려행위는 국민의 권리관계에 영향을 미치는 것으로서 항고소송의 대상이 되는 행정처분이다[103]
- 행정규칙에 의한 불문경고조치는 행정처분이다[104]
- 금융기관의 임원에 대한 금융감독원장의 문책경고는 그 상대방에 대한 직업선택의 자유를 직접 제한하는 효과를 발생하게 하는 등 상대방의 권리의무에 직접 영향을 미치는 행위로서 항고소송의 대상이 되는 행정처분에 해당한다고 한 사례.[105]
- 원자로 및 관계 시설의 부지사전승인처분은 그 자체로 건설부지를 확정하고 사전공사를 허용하는 법률효과를 지닌 독립한 행정처분이다[106]
- 세무조사결정은 납세의무자의 권리, 의무에 직접 영향을 미치는 공권력의 행사에 따른 행정작용으로서 행정처분이다[107]
- 친일반민족행위자재산조사위원회의 재산조사개시결정이 있는 경우 조사대상자는 위 위원회의 보전처분 신청을 통하여 재산권행사에 실질적인 제한을 받게 되고, 위 위원회의 자료제출요구나 출석요구 등의 조사행위에 응하여야 하는 법적 의무를 부담하게 되는 점, ‘친일반민족행위자 재산의 국가귀속에 관한 특별법’에서 인정된 재산조사결정에 대한 이의신청절차만으로는 조사대상자에 대한 권리구제 방법으로 충분치 아니한 점, 조사대상자로 하여금 개개의 과태료 처분에 대하여 불복하거나 조사 종료 후의 국가귀속결정에 대하여만 다툴 수 있도록 하는 것보다는 그에 앞서 재산조사개시결정에 대하여 다툼으로써 분쟁을 조기에 근본적으로 해결할 수 있는 점 등을 종합하면, 친일반민족행위자재산조사위원회의 재산조사개시결정은 조사대상자의 권리·의무에 직접 영향을 미치는 독립한 행정처분으로서 항고소송의 대상이 된다고 봄이 상당하다[108].
- 구 국가보위입법회의법 부칙 제4항 후단이 행정집행이나 사법재판을 매개로 하지 아니하고 직접 국민에게 권리나 의무를 발생하게 하는 법률, 즉 자동집행력을 갖는 처분법률의 예에 해당하는 것이어서 원고에 대한 공무원면직발령이 위 법률의 후속조치로서 당연히 행하여져야 할 사무적 행위에 불과하다고 할지라도 피고가 위 법 부칙에 근거하여 위 면직처분을 하였고 그것이 원고의 권리의무에 직접적인 변동을 초래한 이상 그 행정처분성을 부정할 수 없다.[109]

### 행정처분의 변경에 따른 효과
- 선행처분의 주요 부분을 실질적으로 변경하는 내용으로 후행처분을 한 경우에 선행처분은 특별한 사정이 없는 한 그 효력을 상실하지만, 후행처분이 있었다고 하여 일률적으로 선행처분이 존재하지 않게 되는 것은 아니고 선행처분의 내용 중 일부만을 소폭 변경하는 정도에 불과한 경우에는 선행처분이 소멸한다고 볼 수 없다[110]
- 선행처분이 후행처분에 의하여 변경되지 아니한 범위 내에서 존속하고 후행처분은 선행처분의 내용 중 일부를 변경하는 범위 내에서 효력을 가지는 경우에, 선행처분의 취소를 구하는 소를 제기한 후 후행처분의 취소를 구하는 청구를 추가하여 청구를 변경하였다면 후행처분에 관한 제소기간 준수 여부는 청구변경 당시를 기준으로 판단하여야 하나, 선행처분에만 존재하는 취소사유를 이유로 후행처분의 취소를 청구할 수는 없다[111]
- 증액경정처분이 있는 경우에 당초 신고나 결정은 증액경정처분에 흡수됨으로써 독립한 존재가치를 잃게 되므로, 원칙적으로는 증액경정처분만이 항고소송의 심판대상이 되고 납세자는 그 항고소송에서 당초 신고나 결정에 대한 위법사유도 함께 주장할 수 있다. 그렇지만 위 규정의 문언과 아울러, 위 규정의 입법 취지가 증액경정처분이 있더라도 불복기간이나 경정청구기간의 경과 등으로 더 이상 다툴 수 없게 된 당초 신고나 결정에서의 세액에 대하여 불복을 제한하려는 것에 있음에 비추어 보면, 불복기간이나 경정청구기간의 도과로 더 이상 다툴 수 없게 된 세액에 관하여는 그 취소를 구할 수 없고, 증액경정처분에 의하여 증액된 세액의 범위 내에서만 취소를 구할 수 있다고 할 것이다[112]
- 과징금 부과처분에서 행정청이 납부의무자에 대하여 부과처분을 한 후 그 부과처분의 하자를 이유로 과징금의 액수를 감액하는 경우에 그 감액처분은 감액된 과징금 부분에 관하여만 법적 효과가 미치는 것으로서 처음의 부과처분과 별개 독립의 과징금 부과처분이 아니라 그 실질은 당초 부과처분의 변경이고, 그에 의하여 과징금의 일부취소라는 납부의무자에게 유리한 결과를 가져오는 처분이므로 처음의 부과처분이 전부 실효되는 것은 아니며, 그 감액처분으로도 아직 취소되지 않고 남아 있는 부분이 위법하다고 하여 다투는 경우 항고소송의 대상은 처음의 부과처분 중 감액처분에 의하여 취소되지 않고 남은 부분이고 감액처분이 항고소송의 대상이 되는 것은 아니다[113]
- 행정청이 식품위생법령에 따라 영업자에게 행정제재처분을 한 후 그 처분을 영업자에게 유리하게 변경하는 처분을 한 경우, 변경처분에 의하여 당초 처분은 소멸하는 것이 아니고 당초부터 유리하게 변경된 내용의 처분으로 존재하는 것이므로, 변경처분에 의하여 유리하게 변경된 내용의 행정제재가 위법하다 하여 그 취소를 구하는 경우 그 취소소송의 대상은 변경된 내용의 당초 처분이지 변경처분은 아니고, 제소기간의 준수 여부도 변경처분이 아닌 변경된 내용의 당초 처분을 기준으로 판단하여야 한다[114]

## 같이 보기
- 정부
- 입법
- 사법
- 권력분립
- 행정법
- 행정학

## 참고 문헌
- 김철용, 행정법, 고시계사, 2012. ISBN 9788958223832